# Road Warrior Animal
Joseph Michael Laurinaitis, detto Joe, meglio conosciuto come Road Warrior Animal (Filadelfia, 12 settembre 1960 – Osage Beach, 22 settembre 2020), è stato un wrestler statunitense, noto per i suoi trascorsi nella World Wrestling Federation e nella World Championship Wrestling durante gli anni novanta.
Laurinaitis era legato a filo doppio con il collega e amico Michael Hegstrand, meglio conosciuto come Road Warrior Hawk, con cui formò i Road Warriors (o Legion of Doom in WWF); nell'aprile del 2011, i due sono stati inseriti nella WWE Hall of Fame insieme al loro manager Paul Ellering.

## Carriera

### Gli esordi (1982–1983)

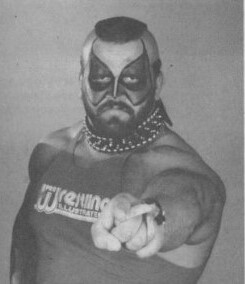
Road Warrior Animal (1986)

Nacque a Filadelfia, primogenito di Joseph Anthony Laurinaitis, un'ex promessa del baseball da poco laureatosi in Canada in “Rapporti di lavoro”, e Lorna Ann Romaska, entrambi di origini lituane. Nacquero poi i fratelli John Hodger e Marcus (anche loro futuri wrestler). Il suo primo sport praticato fu ovviamente il baseball. Nel 1967 il padre, assunto dalla Honeywell come manager delle risorse umane, portò la famiglia a Chicago, Illinois.
A Chicago, Laurinaitis incontrò Michael Hegstrand, detto Mike (in seguito noto come Road Warrior Hawk), un bambino più grande di oltre tre anni e mezzo, e i due divennero grandi amici, fino al 1972, quando la famiglia di Mike lasciò Chicago. Nel 1973, a causa di un trasferimento lavorativo di suo padre, anche lui dovette lasciare Chicago per andare a vivere in Florida, nell'area di Tampa. In questo periodo iniziò a praticare pesistica. Nel 1975 ci fu un nuovo trasferimento, a Minneapolis, nel Minnesota; qui ritrovò l'amico Mike Hegstrand, residente alla vicina Saint Paul, e iniziarono ad allenarsi insieme; studiava inoltre alla Irondale High School a New Brighton.
Dopo il diploma si iscrisse al Golden Valley Lutheran College, giocandovi anche nella squadra di football. Interruppe gli studi poiché la sua fidanzata Nancy Voyen era rimasta incinta, e contrasse matrimonio riparatore.
Vista l'enorme stazza, Laurinaitis trovò lavoro come buttafuori e durante il lavoro, venne notato da Eddie Sharkey, un noto allenatore di wrestling. Sharkey pensò che Laurinaitis, l'amico Mike Hegstrand, Richard Rood, e Barry Darsow avrebbero potuto sfondare e decise di allenarli. Lui e Mike decisero di affiancare all’allenamento una regolare assunzione di steroidi.
Debuttò nel novembre 1982, con il ring name "The Road Warrior", utilizzando la gimmick di un biker. Dopo un paio di match come singolo, la carriera di Joe cambiò per sempre grazie ad un'idea del manager Paul Ellering.

### Circuito indipendente (1983–1985)

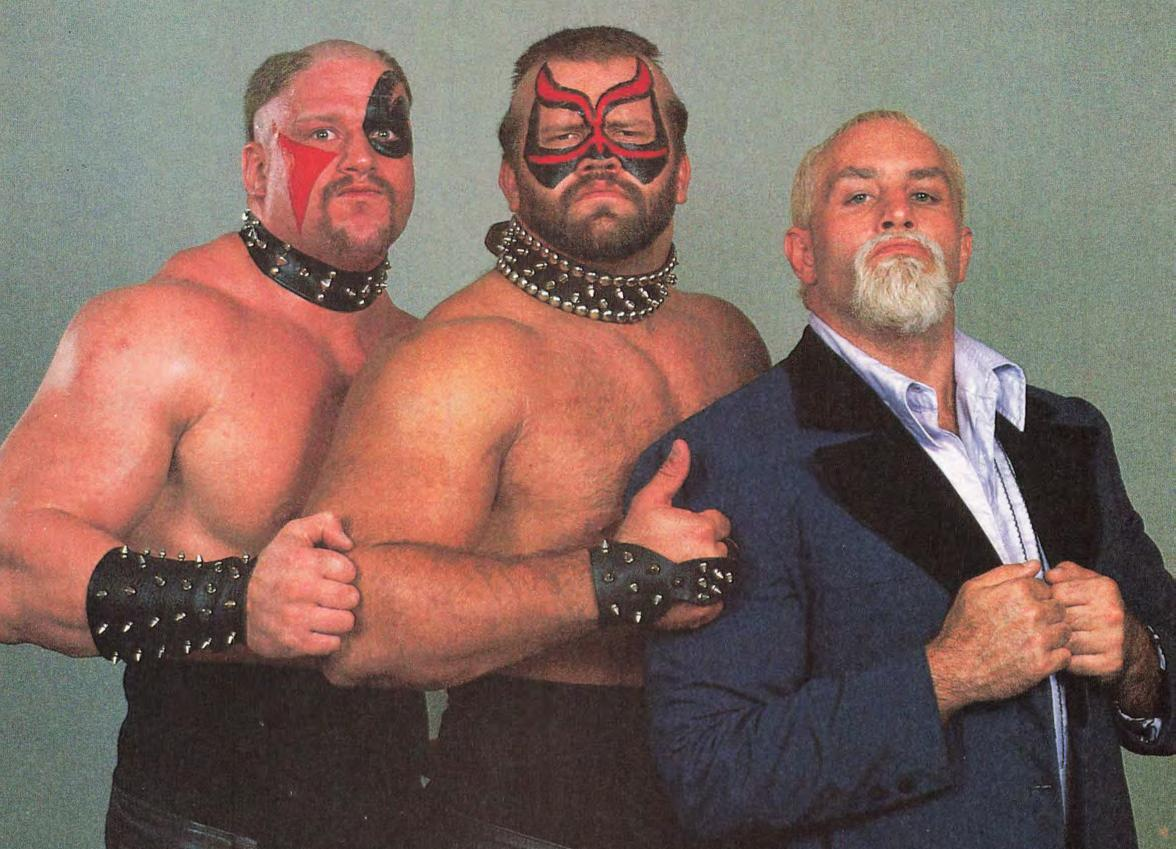
I Road Warriors con il manager Paul Ellering (1985)

Paul Ellering stava cercando di mettere insieme un team heel nella Georgia Championship Wrestling chiamato "The Legion of Doom", fu allora che gli venne l'idea di reclutare Laurinaitis e il suo buon amico Michael Hegstrand cambiandogli i ring name rispettivamente in "Animal" e "Hawk". Hanno iniziato con la gimmick di biker; nel DVD dedicato ai Road Warriors, Animal disse che all'epoca si sentiva come uno dei Village People, così sperimentarono dei modi per avere un aspetto più minaccioso. Iniziarono col rasarsi i capelli in stile mohawk, indossarono collari per cani pieni di spilli, le spalline con gli spuntoni e il celebre face paint. L'ispirazione per il look fu presa dal film Interceptor - Il guerriero della strada (Mad Max 2). Inoltre, durante le interviste si dimostravano minacciosi, ma venivano apprezzati per via del loro carisma.
Questo cambio di look, ebbe un successo immediato, rivoluzionando la scena tag-team con le loro mosse di potenza e l'innovativo face paint. Nella Georgia Championship Wrestling vinsero il NWA National Tag Team Championship quattro volte per poi passare a federazioni più importanti, come la American Wrestling Association e la All Japan Pro Wrestling, vincendo più volte i titoli di coppia.

### Jim Crockett Promotions (1985–1990)

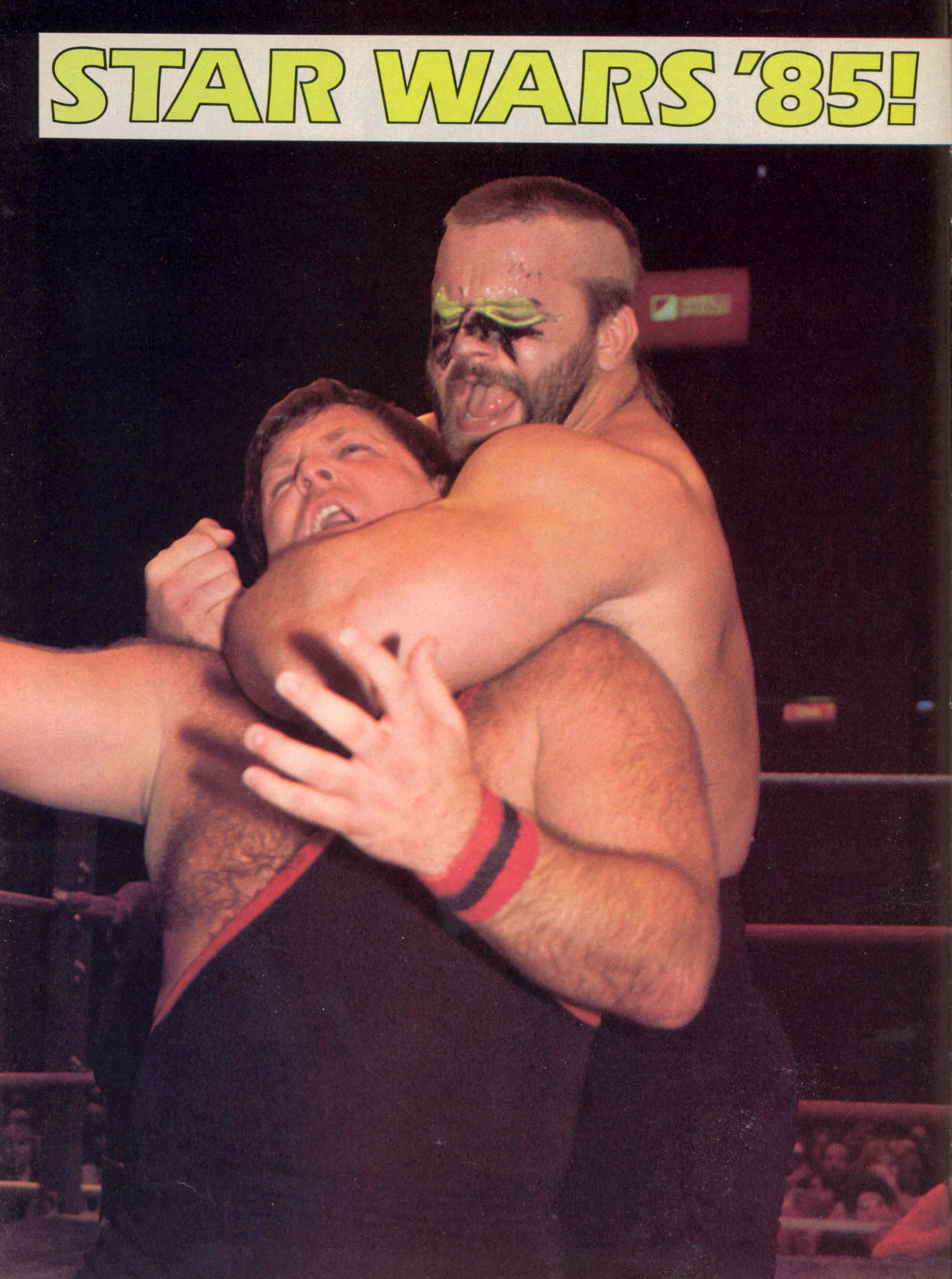
Lawler contro Road Warrior Animal (1985)

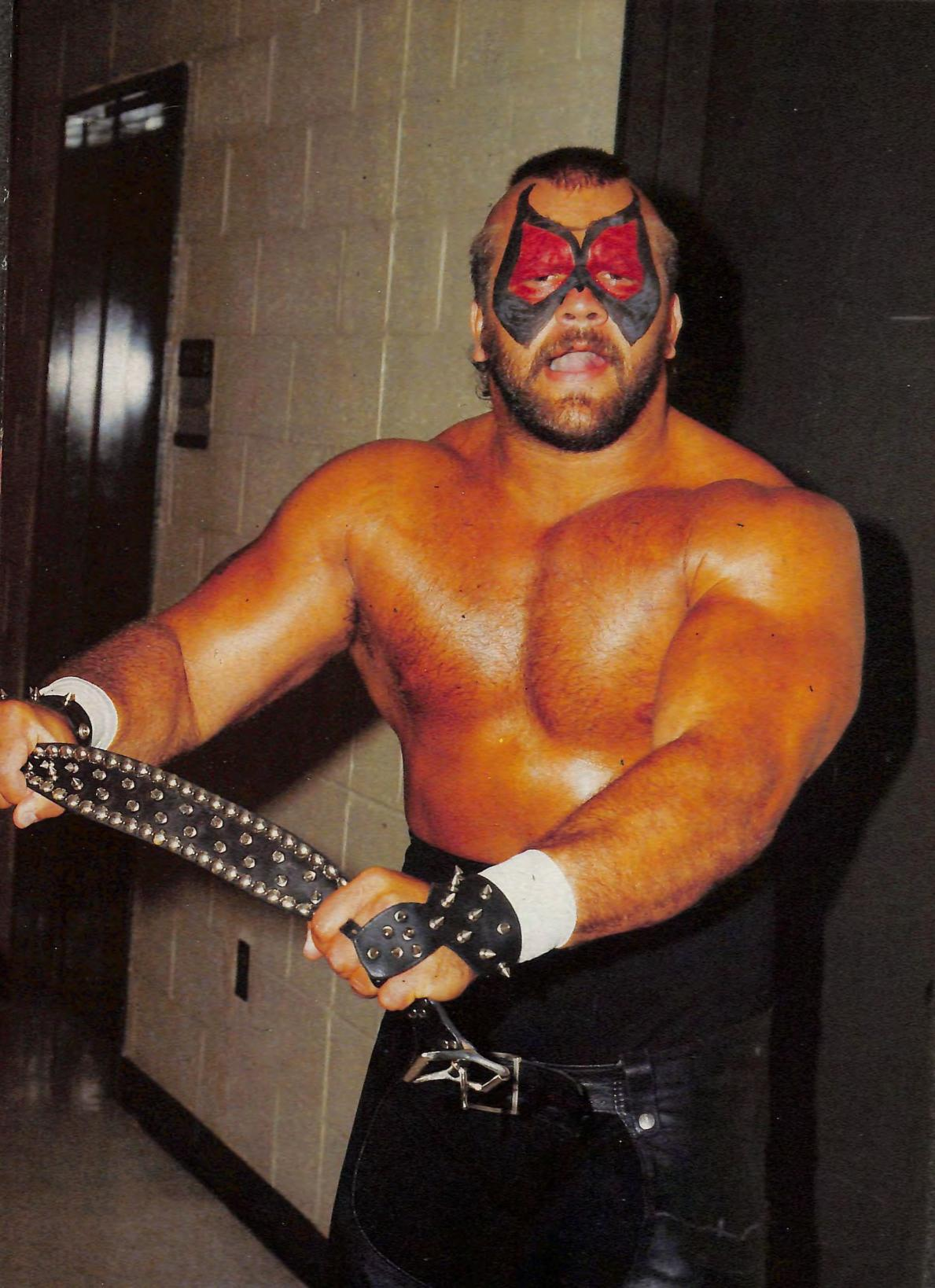
Animal nel 1987

Il loro stile aggressivo e violento, piaceva molto ai fan e anche quando erano heel il pubblico non li fischiava (trattamento riservato di solito ai cattivi), anzi, li applaudiva. Nel 1986 lottavano nella National Wrestling Alliance, fino alla cessazione definitiva dalla federazione. Vinsero il "Jim Crockett Sr. Memorial Cup Tag Team Tournament" ed ebbero un feud con i Four Horsemen e la "squadra russa". Durante il loro percorso nella NWA, hanno contribuito alla diffusione di alcuni tipi di match come il "WarGames match", lo "Scaffold match" e il "Chicago Street Fight".
Nel 1988, i Road Warriors impegnati in una violenta faida con i "Powers of Pain" (Warlord e The Barbarian), ovvero i loro cloni. Infatti i due avevano lo stesso taglio di capelli e un face paint molto simile ai Road Warrior. I Powers of Pain ferirono Animal ad un occhio (kayfabe) durante una gara di sollevamento pesi, rendendo la faida ancora più violenta, ma l'angle fu bruscamente interrotto quando i Powers of Pain lasciarono la NWA dopo aver scoperto che erano stati decisi una serie di Scaffold match e i due non volevano rischiare di farsi male cadendo da quell'altezza.
Verso la fine del 1988, i Road Warriors vinsero il NWA World Tag Team Championship dai Midnight Express. Nel loro ultimo anno con la NWA, i Warriors ebbero diversi feud, soprattutto con i Varsity Club, i Headshrinkers, e gli Skyscrapers ("Masked Sky Scraper" e "Mean" Mark Callous - il futuro The Undertaker), prima di lasciare la NWA nell'estate del 1990, a causa di conflitti con Jim Herd.

### World Wrestling Federation (1990–1993)
I Road Warriors firmarono con la World Wrestling Federation (WWF) nel 1990 ed ebbero un feud con i Demolition (altri "cloni" dei RW). A causa di alcuni problemi di salute di Ax, quest'ultimo fu sostituito da Crush, ma questa sostituzione abbassò la qualità, ed il feud non fu all'altezza delle speranze dei tifosi.
Poco più di un anno dopo la firma con la federazione di Vince McMahon, la Legion of Doom (come era stata rinominata la stable) vinse il WWF Tag Team Championship, titolo che riuscì a mantenere per circa otto mesi.
Alla perdita dei titoli, Hawk lasciò la WWF lasciando Animal per la prima volta a combattere come singolo dopo nove anni. Animal continuò a combattere fino alla scadenza del contratto, soprattutto come singolo e, occasionalmente, collaborando con l'ex membro dei Demolition, Crush.

### World Championship Wrestling (1993–1996)

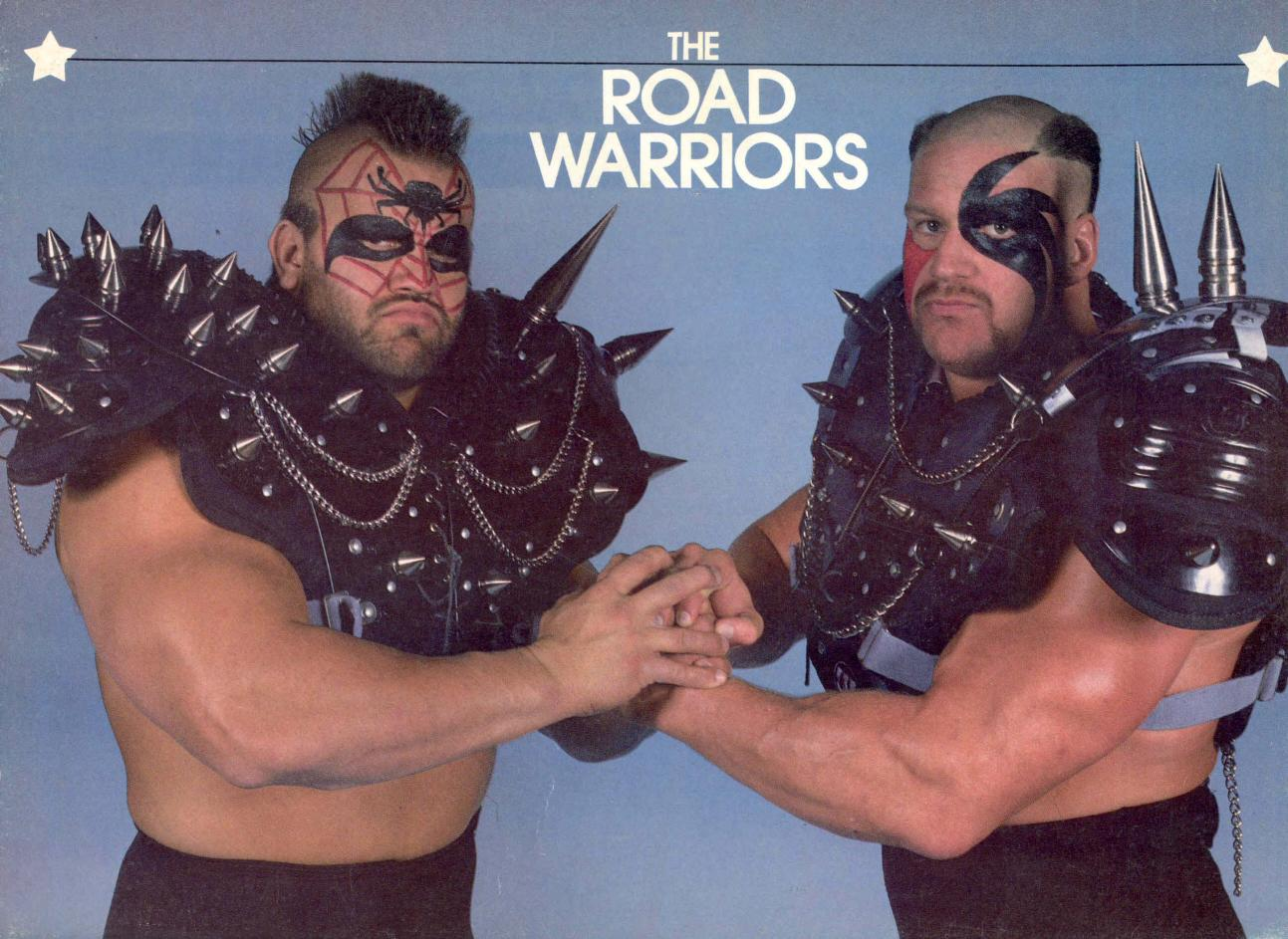
I Road Warriors nel 1989

Laurinaitis fece alcune apparizioni (senza combattere) nella World Championship Wrestling nel 1993. Il 18 agosto fece la sua comparsa a Clash of the Champions, indicando il suo compagno Hawk e Dustin Rhodes come compagni di tag nel match contro Rick Rude e The Equalizer. Il 19 settembre, a Fall Brawl, Animal era presente all'angolo della squadra capitanata da Sting, composta dallo stesso Sting, Davey Boy Smith, Dustin Rhodes, e The ShockMaster, che sconfissero Big Van Vader, Sid Vicious, e gli Harlem Heat (Booker T e Stevie Ray).
Per i successivi due anni, Laurinaitis è rimasto fuori dal wrestling, mentre Hegstrand ha lottato in diverse federazioni in giro per il mondo. Verso la fine del 1995, quando tutti pensavano che i Road Warriors fossero finiti, i due si riunirono e firmarono un contratto con la WCW. Al loro ritorno, nel gennaio 1996, hanno immediatamente iniziato un feud con i fratelli Steiner e successivamente con gli Harlem Heat, prima di sfidare i WCW Tag Team Champion Sting e Lex Luger. I Road Warriors ebbero parecchie possibilità di sfidare i campioni, ma non riuscirono mai a vincere il titolo. Tornarono a sfidarsi con gli Steiner Brothers, per dimostrare una volta per tutte qual era il miglior tag team di tutti i tempi. I due fratelli ebbero la meglio e i due guerrieri della strada lasciarono la WCW nel giugno 1996.

### Ritorno in WWF (1996–1999)
Dopo aver lasciato la WCW tornarono alla WWF dove la Legion of Doom si unirono a "Stone Cold" Steve Austin nel suo feud contro la Hart Foundation. La Legion of Doom vinse per la seconda volta il tag Team Champion il 7 ottobre 1997, quando sconfissero i Godwinns]. Persero i titoi nel novembre 1997, contro la neonata New Age Outlaws (Billy Gunn & Road Dogg).
Dopo varie sfide che li ha visti perdenti, i L.O.D. furono rinominati "Legion of Doom 2000" con Sunny come manager. Allo stesso tempo, Paul Ellering tornò in WWF, ma si schierò con gli acerrimi rivali, i Disciples of Apocalypse (D.O.A.).
Nel 1998, la Legion of Doom è stata coinvolta in una controversa storyline che riguardava i reali problemi di droga e alcool di Hawk/Hegstrand. Iniziò a presentarsi ubriaco o comunque non in grado di combattere negli show WWF. Hawk si dimostrò più volte inaffidabile ed un terzo membro si unì al gruppo mentre Hegstrand affrontava i suoi problemi personali: Puke. La trama della storyline si concluse secondo cui fu proprio Puke la causa dei problemi di Hawk, sfruttando la situazione per prendere il suo posto nel team. Però né Hegstrand né Laurinaitis approvarono la scelta della federazione di sfruttare i reali problemi personali di Hegstrand, e questo portò il duo ad abbandonare ancora una volta la WWF.
La crisi portò la rottura dei Road Warriors, e mentre Animal lottava sempre più come singolo, Hegstrand lottava contro l'alcolismo e la dipendenza da stupefacenti.

### Generation Superstars Wrestling (1999–2001)
Nel 2000 i Road Warriors nella i-Generation Superstars of Wrestling in Australia dove ebbero una rivalità con i Public Enemy per i titoli i-Generation Tag Team.

### World Championship Wrestling (2001)
Nel 2001, Animal è stato l'"enforcer" della stable Magnificent Seven, capitanata da Ric Flair, con l'obiettivo di proteggere il campione mondiale WCW Scott Steiner. Ma il contratto con la WCW dura poco, infatti Vince McMahon ha rilevato la società e non ha acquisito il contatto di Laurinaitis.

### Superstars International Wrestling (2001–2002)
Il 22 giugno 2002, avvenne la riunione dei Road Warriors, che sconfissero gli Headshrinkers e di divennero IWS World Tag team Champion. Inoltre vinsero l'International Wrestlefest tournament, svoltosi ad Atlantic City.

### Total Nonstop Action (2002–2003)
I Road Warriors apparvero brevemente nella Total Nonstop Action Wrestling (TNA) tra la fine del 2002 e l'inizio del 2003, come parte di un gruppo che si opponeva a Vince Russo.

### Ritorno in WWE (2003)
Animal e Hawk tornarono a sorpresa a Raw il 12 maggio 2003, dove affrontarono Kane e Rob Van Dam per il World Tag Team Championship. I due non riuscirono a vincere il titolo, ma ormai Hawk si era definitivamente disintossicato e i Road Warriors avevano speranze di tornare in WWE. Tuttavia, anni di eccessi lasciarono il segno sul fisico di Hegstrand che morì d'infarto il 19 ottobre 2003.

### Secondo ritorno in WWE (2005–2006)
Animal tornò in WWE nella puntata di SmackDown del 14 luglio 2005, dove è stato sfidato dai campioni di coppia, gli MNM (Joey Mercury e Johnny Nitro) ad un match per il titolo a The Great American Bash. Trovò nuovo tag team partner in Heidenreich e Christy Hemme come manager. I due riuscirono a vincere i titoli e dedicarono la vittoria a Hawk dicendo, "Hawk, questo era per te, fratello!". I due collaborarono per alcuni mesi in un nuovo capitolo della Legion of Doom, con Heidenreich che adottò il classico look dei Road Warriors. Tuttavia, il 17 gennaio 2006 la WWE licenziò Heidenreich, ponendo fine al tag team.
Il 3 marzo 2006, a SmackDown, Animal insieme a Matt Hardy affrontò gli MNM. Dopo che lui e Hardy persero il match, Animal effettuò un turn heel, per la seconda volta nella sua carriera attaccando Hardy e ferendolo al ginocchio (keyfabe). Animal giustificò il suo gesto, ritenendo sia Hardy che Heidenreich non erano adatti e che Road Warrior Hawk era l'unico tag team partner per lui.
Nella sua ultima apparizione WWE, Animal sconfisse Paul Burchill il 6 maggio 2006, in una puntata di Velocity. Il 26 giugno 2006, è stato svincolato dalla WWE.

### All Japan Pro Wrestling (2006–2008)
Il 1º settembre 2007, Animal è apparso nella All Japan Pro Wrestling combattendo in coppia con Sasaki in un tag team chiamato "Hell Warriors", con Animal accreditato come "Animal Warrior" rifacendosi alle gimmick di "Power Warrior" di Sasaki e "Hawk Warrior" di Hawk (usata da Hawk nel periodo di separazione). I nuovi Hell Warrior sconfissero il team costituito da "brother" YASSHI e Shuji Kondo.
L'11 maggio 2008, gli Hell Warriors lottarono nello show messicano "Dragon-Mania" della Toryumon Mexico. Sconfissero Damián el Terrible e Damián 666, vincendo così l'UWA World Tag Team Championship.

### Apparizioni sporadiche (2008–2012)
La WWE ha annunciato il 28 marzo 2011 che i Road Warriors, insieme a Paul Ellering sarebbero stati introdotti nella WWE Hall of Fame. È stato introdotto da Dusty Rhodes. Alla cerimonia, Laurinaitis e Ellering, hanno ricordato Hegstrand con un commovente discorso.
Il 20 luglio 2012, puntata di WWE SmackDown, Animal è tornato per affrontare Heath Slater (che aveva chiesto un match contro chiunque) che ha battuto in pochi minuti. Si è rivisto il 23 luglio 2012 nella millesima puntata di Raw con altre leggende WWE, come Vader, JBL, Ron Simmons e Sgt. Slaughter, per aiutare Lita a battere ancora una volta Heath Slater.

### SWE FURY (2020)
Il 12 giugno 2020 a SWE Fury, promozione di wrestling televisiva a livello nazionale con sede in Texas, Teddy Long fu nominato nuovo SWE General Manager insieme a Road Warrior Animal, sua guardia del corpo.

## Vita privata

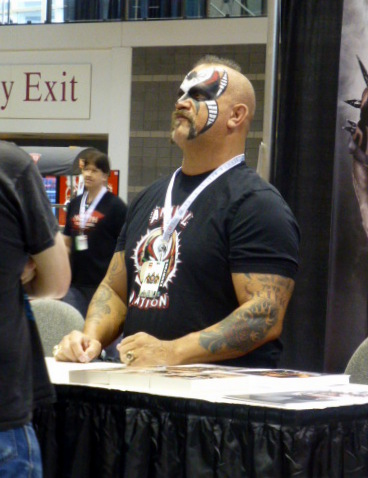
Animal nel 2015

Anche i fratelli di Joseph hanno (o hanno avuto) un ruolo nel mondo del wrestling. John Laurinaitis (conosciuto anche come Johnny Ace) è un ex wrestler, "Road Agent" della WWE, e tra il 2011 e il 2012 è stato General Manager di Raw e Smackdown. Marcus Laurinaitis è un ex wrestler, noto principalmente per aver combattuto nel tag team The Wrecking Crew (Terminator & Fury).
Laurinaitis è stato sposato tre volte. La prima molto giovane con Nancy Voyen, la ragazza che gli diede il figlio Joseph Peter (1981), anch'egli detto Joe, futuro militare di carriera, e la seconda con Julia Lien, ex powerlifter e bodybuilder: la coppia ha avuto due figli, James Richard, il quale ha giocato per la squadra di football americano della Ohio State University come linebacker per poi fare una carriera da professionista, e Jessica Marie (1989), interior designer.
Nel 2011, ha pubblicato un'autobiografia dal titolo The Road Warriors: Danger, Death, and the Rush of Wrestling, edita da Medallion Press, Inc. Il libro parla dell'ascesa dei Road Warriors, narra aneddoti di vita on the road, e racconta il dietro le quinte del wrestling.
Nel luglio 2016 si è costituito parte civile in una class action nei confronti della WWE, con l'avvocato Konstantine Kyros a rappresentare i querelanti. Nel settembre 2018 le cause sono state respinte dal giudice Vanessa Lynne Bryant, ma è stato presentato ricorso. Il contenzioso sostiene che la WWE ha deliberatamente nascosto i rischi di lesioni gravi e permanenti ai suoi atleti. Nel settembre 2020 il ricorso è stato respinto da una corte d'appello federale.
Venerdì 22 settembre 2017 sposò Kimberly Turman, detta Kim.
Era nonno di sei nipoti (tre dal primo figlio, due dal secondo e uno dalla figlia).

## Morte
Nel settembre 2020, per celebrare il terzo anniversario di matrimonio, si recò con sua moglie Kim ad Osage Beach, Missouri, al Margaritaville Lake Resort. Il 22 settembre ci fu la cerimonia, ma poi, rientrando in camera, venne colto da un infarto fatale, collassando sul letto e spirando in quell’istante. Erano trascorsi dieci giorni dal suo sessantesimo compleanno. Il suo corpo è stato cremato.

## Nei videogiochi
Per anni molto popolare in Giappone, terra di grandi software house di videogiochi, i Road Warriors ma in particolare Animal sono presenti in alcuni giochi ufficiali delle federazioni di Wrestling come anche diversi personaggi di videogame sono chiaramente ispirati alla figura di Animal:
- in Fatal Fury, videogioco picchiaduro pubblicato da SNK nel 1991, è presente un gioco bonus dove si gioca a braccio di ferro contro un dispositivo munito di monitor e raffigurante il volto di Animal.
- in Mat Mania: The Prowrestling Network, videogioco di wrestling pubblicato da Taito nel 1985, uno degli avversari chiamato Insane Warrior è ispirato da Animal.
- in 3 Count Bout, videogioco di wrestling pubblicato da SNK nel 1993, il personaggio Master Barnes è ispirato da Animal.
- in Burning Fight, picchiaduro pubblicato da SNK nel 1991, il boss di metà del terzo livello è ispirato da Animal.
- in Bad Dudes Vs. DragonNinja, picchiaduro pubblicato dalla Data East nel 1988, il boss del quarto livello è ispirato sia da Animal chè da Hawk.
- in WWE SmackDown! Here Comes the Pain, videogioco di wrestling pubblicato da THQ nel 2003, appare come personaggio giocabile assieme al suo compagno di team Hawk.
- Nei videogiochi WWE '12 e WWE '13, Road Warrior Animal è giocabile come leggenda, sempre con insieme al suo compagno di team Hawk.

## Personaggio

### Mosse finali
- Oklahoma Slam (Running o scoop Powerslam)

### Manager
- Paul Ellering
- Sunny
- Christy Hemme

## Titoli e riconoscimenti
- All Japan Pro Wrestling
- NWA International Tag Team Championship (1 – con Road Warrior Hawk)

American Wrestling Association
- AWA World Tag Team Championship (1 - con Road Warrior Hawk)

Georgia Championship Wrestling
- NWA National Tag Team Championship (4 - con Road Warrior Hawk)

i-Generation Superstars of Wrestling
- i-Generation Tag Team Championship (3 - con Road Warrior Hawk)

Independent Pro Wrestling
- IPW Tag Team Championship (1 - con Road Warrior Hawk)

International Wrestling Superstars
- IWS World Tag Team Championship (1 - con Road Warrior Hawk)

National Wrestling Alliance
- NWA International Tag Team Championship (1 - con Road Warrior Hawk)
- NWA National Tag Team Championship (4 - con Road Warrior Hawk)
- NWA Hall of Fame (2012) - con Road Warrior Hawk

Jim Crockett Promotions/ World Championship Wrestling
- NWA World Six-Man Tag Team Championship (3; 2 con Road Warrior Hawk e Dusty Rhodes - 1 con Road Warrior Hawk e Genichiro Tenryu)
- NWA World Tag Team Championship (1 - con Road Warrior Hawk)
- Jim Crockett Sr. Memorial Cup (con Road Warrior Hawk) (1986)
- NWA Iron Team Tournament at Starrcade 1989: Future Shock (con Road Warrior Hawk) (1989)

Pro Wrestling Illustrated
- 18º tra i 500 migliori wrestler singoli nella PWI 500 (1991)
- 24º tra i 500 migliori wrestler singoli nella PWI 500 (1992)
- Tag Team of the Year  con Road Warrior Hawk  (1983, 1984, 1985, 1988)
- Feud of the Year con Road Warrior Hawk ed i Super Powers (Dusty Rhodes e Nikita Koloff) contro i Four Horsemen.  (1987)
- 1º tra i 100 migliori tag team nella PWI 100 (2003) - con Road Warrior Hawk
- 64º tra i 500 migliori wrestler singoli nella PWI 500 (2003)

Professional Championship Wrestling (Texas)
- PCW Tag Team Championship (1 - con Road Warrior Hawk)
- Professional Wrestling Hall of Fame and Museum (Classe del 2011) (come membro dei Road Warrior)

Super World of Sports
- One Night Tag Team Tournament (1990) – con Road Warrior Hawk

Toryumon Mexico
- UWA World Tag Team Championship (1, attuale) – con Power Warrior

Tokyo Sports
- Special Foreigner Award (1985) – con Road Warrior Hawk

World Wrestling Federation/Entertainment
- WWF Tag Team Championship (2) - con Road Warrior Hawk
- WWE Tag Team Championship (1) - con Heidenreich
- WWE Hall of Fame (classe del 2011) - come membro della Legion of Doom

Wrestling Observer Newsletter
- Rookies of the Year (1983) con Road Warrior Hawk
- Tag Team of the Year (1984) con Road Warrior Hawk
- Wrestling Observer Newsletter Hall of Fame (classe del 1996)